# Molen van Frans
De Molen van Frans is een watermolen in Mander (gemeente Tubbergen). Deze bovenslagmolen op de Mosbeek is begin 1700 gebouwd als papiermolen. Toenmalige eigenaar was de papierfabrikant Willem Cramer uit Ootmarsum. In 1870 verkocht de familie Cramer de molen aan Bernard Frans, die hem verbouwde tot korenmolen en een molenkolk aanlegde. Sinds 1963 is de molen eigendom van de Stichting Landschap Overijssel. Deze stichting heeft Watermolen Frans laten restaureren en er een permanente tentoonstelling in ondergebracht over de ontstaansgeschiedenis van de molen en over de flora en fauna rond de Mosbeek.
In de molen bevindt zich een koppel maalstenen, dat door waterkracht wordt aangedreven.
Op de 1e en 3e zondag van de maand zijn er maaldemostraties.